# Francisco Clavero
Francisco Clavero (Mendoza, 1799 - ca. 1875) fue un militar argentino, líder del partido federal hacia el final de las guerras civiles argentinas.

## Biografía
Inició su carrera militar como soldado en el Ejército de los Andes, cruzó la Cordillera en 1817 y combatió en Chacabuco, Cancha Rayada y Maipú. Luego hizo la campaña del Perú, peleando en la batalla de Cerro de Pasco y en el sitio del Callao.

### Comandante de frontera
Regresó a Mendoza en 1826, y de allí pasó a la provincia de Buenos Aires, donde hizo varias campañas contra los indígenas del sur, luchando en varios combates y ejerciendo como lenguaraz.
Al estallar la revolución de Juan Lavalle contra Manuel Dorrego, fue el jefe de la escolta que acompañó al gobernador al abandonar la ciudad de Buenos Aires, y a sus órdenes participó en la batalla de Navarro. Después pasó a las filas del coronel Ángel Pacheco, y combatió en la batalla de Puente de Márquez.
Era comandante de la frontera de Tapalqué en 1832, y al año siguiente apoyó la campaña de Juan Manuel de Rosas al "desierto". En 1834 pasó como segundo jefe a la fortaleza de Bahía Blanca, donde prestó servicios por siete años, enfrentándose con los últimos intentos de algunos caciques rebeldes, como Yanquetruz. Fue comandante, sucesivamente, de los fuertes de Azul, Navarro, Bragado y Mercedes.
Combatió en la batalla de Caseros del lado de Rosas. Alejado del ejército e instalado en Chascomús, a fines de ese año de 1852 se unió a la revolución federal dirigida por el coronel Hilario Lagos contra los unitarios de Buenos Aires. Participó del largo pero fracasado sitio de Buenos Aires, hasta que debió retirarse con sus tropas a Rosario; en esa época era teniente coronel.

### Regreso a Cuyo
En 1856 fue nombrado segundo comandante de frontera de la provincia de Mendoza, cargo en que su jefe era el coronel Juan de Dios Videla, notable jefe del partido federal. En agosto de 1859, el gobernador Laureano Nazar, lo nombró comandante de la frontera sur, con sede en San Rafael.
En noviembre de 1860 estalló una revolución en San Juan, en la que fue asesinado el gobernador José Antonio Virasoro. El gobernador de San Luis, general Juan Saá, fue enviado como interventor federal. Pero el gobernador revolucionario sanjuanino, Antonino Aberastain, se negó a permitir su ingreso a la provincia. De modo que Saá reunió la caballería de su provincia y la infantería de Mendoza, al mando de Clavero, y atacó a Aberastain en la batalla de Rinconada del Pocito, derrotándolo y fusilándolo.
Al día siguiente, temiendo una revuelta de prisioneros, Clavero ordenó el fusilamiento de Aberastain. Este hecho llevó a la guerra entre el Estado de Buenos Aires y la Confederación Argentina.
Peleó en la batalla de Pavón a órdenes del general Saá, y se retiró a Córdoba, donde organizó la defensa militar del gobierno del federal Fernando Allende. Pero el avance de las fuerzas porteñas después de la masacre de batalla de Cañada de Gómez provocó la renuncia de Allende, que además desautorizó a Clavero. De todos modos, Clavero intentó recuperar la ciudad de Córdoba, que estaba en manos de los unitarios, pero fue derrotado.

### Últimos años
El mendocino huyó al sur de San Luis, y con ayuda de indígenas amigos huyó por tierras inhabitadas a Chile, donde se encontró con Saá. En Mendoza se inició un juicio en su contra por la muerte de Aberastain; dado que no hallaron a Clavero, encerraron con grillos a sus dos hijos adolescentes en los calabozos del fuerte de San Rafael. Ante este abuso, Clavero decidió regresar.
Entró en Mendoza y sublevó a los soldados que estaban por ser enviados a pelear contra el Chacho Peñaloza, y con esas fuerzas capturó San Rafael y liberó a sus hijos. Poco después avanzó hacia el norte de la provincia, para coordinar sus acciones con las de Peñaloza. Le salió al cruce el coronel Ignacio Segovia pero, si  bien logró esquivarlo, fue alcanzado por el comandante puntano José Manuel Puebla, que lo derrotó en el combate de Algarrobo Grande. Logró fugarse, pero unos días más tarde fue tomado prisionero y enviado a Mendoza.
El gobernador Domingo Faustino Sarmiento lo mantuvo preso dos años en Mendoza, a disposición de un juez federal que nunca avanzó en el juicio. Dos años más tarde fue llevado a Buenos Aires, donde sólo a fines de 1867 fue puesto en libertad, por nulidad en el juicio.
No se sabe qué fue de él después de ser puesto en libertad. Posiblemente volvió a Chascomús u otro punto del sur de la provincia de Buenos Aires, donde puede haber fallecido hacia 1875.